# آف‌اسپرینگ
آف‌اسپرینگ (به انگلیسی: The Offspring) یک گروه موسیقی پانک راک آمریکایی است و تاریخ شکل‌گیری‌اش به سال ۱۹۸۴ میلادی برمی‌گردد. این گروه توسط دکستر هلند و گرگ کریسل که به نوعی بنیان گذاران این گروه بودند در شهر هانتینگتون بیچ در کالیفورنیا تشکیل شد و این دو عضو هنوز هم در آف‌اسپرینگ حضور دارند. پرفروش‌ترین آلبوم این گروه با نام Smash بود که در سال ۱۹۹۴ وارد بازار شد میلیون‌ها نسخه از این آلبوم در سطح جهان به فروش رفت و شش گواهی پلاتینوم را بدست آورد. پس از انتشار این آلبوم نام آف‌اسپرینگ هم ردیف گروه‌های پانک راکی مانند بد ریلیجین و گرین دی قرار گرفت. در سال ۱۹۹۶ این گروه قراردادی را با شرکت کلمبیا رکوردز امضا کرد و اولین آلبومش را با این شرکت با نام Ixnay on the Hombre منتشر کرد. از دیگر آلبوم‌های موفق آف‌اسپرینگ می‌توان به آلبوم سال ۲۰۰۳شان با نام Splinter اشاره کرد که چندین گواهی طلا و پلاتینوم را از آن خود کرد.
آلبوم‌های آف‌اسپرینگ تا کنون نزدیک به سی و پنج میلیون نسخه در سراسر جهان فروش داشته‌است و این گروه جزو پرفروش‌ترین گروه‌های پانک راک در سراسر جهان هستند.

## آلبوم‌ها
- The Offspring - ۱۹۸۹
- Ignition - ۱۹۹۲
- Smash - ۱۹۹۴
- Ixnay on the Hombre - ۱۹۹۷
- Americana - ۱۹۹۸
- Conspiracy of One - ۲۰۰۰
- Splinter - ۲۰۰۳
- Rise and Fall, Rage and Grace - ۲۰۰۸
- Days Go By - ۲۰۱۲
- Let the Bad Times Roll - ۲۰۲۱

## اعضا
| اعضای کنونی - دکستر هلند – خواننده، گیتار ریتم، پیانو (۱۹۸۴ - اکنون) - کوین نودلس – گیتار، همخوان (۱۹۸۵–اکنون) - گرگ کریسل – گیتار بیس، همخوان (۱۹۸۴ - اکنون) - پیت پارادا – درام، پرکاشن (۲۰۰۷–اکنون) | نوازندگان فصلی - جاش فریز – درام در آلبوم‌های Splinter و Rise and Fall, Rage and Grace |

| اعضای سابق - داگ تامسون – گیتار (۱۹۸۴) - جیم بنتون – درام، پرکاشن (۱۹۸۴) - جیمز لیلیا – درام، پرکاشن، همخوان (۱۹۸۴–۱۹۸۷) - ران ولتی – درام (۱۹۸۷–۲۰۰۳) - آدام ویلارد – درام (۲۰۰۳–۲۰۰۷) | اعضای تور - رانی کینگ – کیبورد، پرکاشن، گیتار الکتریک (۲۰۰۳–۲۰۰۴) - کریس هیگینز – پرکاشن، همخوان، کیبورد، گیتار (۱۹۹۳–۲۰۰۵) - وارن فیتزگرالد – گیتار ریتم، همخوان (۲۰۰۸) - اندرو فریمن – گیتار ریتم، همخوان (۲۰۰۸) - اسکات شفلت – گیتار بیس، همخوان (۲۰۰۸) - تاد مورس – گیتار ریتم، همخوان (۲۰۰۹–اکنون) |